# Бауэрман, Мелисса
Мелисса Бауэрман (англ. Melissa Bowerman, 3 апреля 1942, Нью-Йорк, Нью-Йорк — 31 октября 2011) — ведущий исследователь в области усвоения языка. С 1982 по 2007 год она была старшим научным сотрудником Института психолингвистики Общества Макса Планка.

## Образование и карьера
В 1971 году Бауэрман получила докторскую степень по социальной психологии в Гарвардском университете, где она училась у Роджера Брауна. С 1970 по 1982 год она занимала должности в Канзасском университете, после чего перешла в Институт Макса Планка.
В области усвоения языка она специализировалась на изучении взаимосвязей между языком и познанием, языком и пространственным представлением, а также языком и представлением событий. Постоянными темами в её работе были: связь между развитием понятий и развитием речи, использование межъязыковых сравнений для отделения универсального и, возможно, врождённого от приобретённого, природа ранних языковых правил у детей и потенциал информации об усвоении языка для помощи в выборе между альтернативными теоретическими подходами к структуре языка. 
1 октября 2011 года Бауэрман была избрана членом Американской академии искусств и наук. В 2015 году издательство Psychology Press опубликовало сборник статей в её честь «Пути к языку» (Routes to Language). 

## Ключевые публикации
- Bowerman, Melissa. 1973. Early syntactic development: a cross-linguistic study with special reference to Finnish. Cambridge: Cambridge University Press.
- Choi, S.[англ.], Bowerman, M., Learning to express motion events in English and Korean: The influence of language-specific lexicalization patterns, (1991) Cognition, 41 (1-3), pp. 83–121.
- Majid, A., Bowerman, M., Kita, S., Haun, D.B.M., Levinson, S.C., Can language restructure cognition? The case for space, (2004) Trends in Cognitive Sciences, 8 (3), pp. 108–114.
- Choi, S., McDonough, L., Bowerman, M., Mandler, J.M., Early Sensitivity to Language-Specific Spatial Categories in English and Korean, (1999) Cognitive Development, 14 (2), pp. 241–268.
- Bowerman, Melissa, and Stephen C. Levinson, eds. 2001. Language Acquisition and Conceptual Development. Cambridge: Cambridge University Press.
- Majid, A., Bowerman, M., Van Staden, M., Boster, J.S., The semantic categories of cutting and breaking events: A crosslinguistic perspective, (2007) Cognitive Linguistics, 18 (2), pp. 133–152.
- Bowerman, Melissa, and Penelope Brown, eds. 2008. Crosslinguistic Perspectives on Argument Structure. New York: Lawrence Erlbaum Associates.